# Hyllus jallae
Hyllus jallae là một loài nhện trong họ Salticidae.
Loài này thuộc chi Hyllus. Hyllus jallae được Pavesi miêu tả năm 1897.